# Pachycraerus chabrillaci
Pachycraerus chabrillaci är en skalbaggsart som beskrevs av Sylvain Auguste de Marseul 1861. Pachycraerus chabrillaci ingår i släktet Pachycraerus och familjen stumpbaggar. Inga underarter finns listade i Catalogue of Life.